# Варя-капітан
«Варя-капітан» — радянський дитячий пригодницький художній фільм 1939 року, знятий режисером Іриною Жигалко на кіностудії «Союздитфільм».

## Сюжет
Варя живе в рибальському селищі. Як і всі хлопчаки, вона мріє стати капітаном. Хлопці над нею сміються, а дівчинка не ображається — вона сильніша багатьох. Одного разу під час шторму човен діда Архипа, служителя маяка, перевернуло хвилею. Варя дісталася до маяка, знайшла знесиленого діда Архипа і повернулася з ним на берег. Захоплені її мужністю, хлопці одноголосно обрали Варю своїм капітаном.

## У ролях
- Л. Радкевич — Варя
- Сергій Хандажевський — Ваня
- Віктор Селезньов — Вітя
- Семен Свашенко — Федір, син Архипа
- Володимир Грибков — дід Архип

## Знімальна група
- Режисери — Ірина Жигалко, Микола Журавльов
- Сценаристи — Сергій Євлахов, Г. Ріхтер
- Оператори — Михайло Кириллов, Луї Форестьє
- Композитор — Давид Блок
- Художник — Н. Левін